# Ляо Цююнь
Ля́о Цюю́нь (кит. упр. 廖秋云, пиньинь Liào Qiūyún, род. 13 июля 1995 года) — китайская тяжелоатлетка, чемпионка мира 2019 года, чемпионка Азии 2019 года, серебряный призёр летних Олимпийских игр 2020 года в Японии.

## Карьера
В 2019 году на чемпионате Азии в Нинбо она заняла первое итоговое место в категории до 55 кг с общим весом на штанге 224 кг. 
На предолимпийском чемпионате мира 2019 года, который проходил в Таиланде, китайская спортсменка завоевала золотую медаль в весовой категории до 55 кг. Общий вес на штанге 227 кг. В упражнении рывок она стала второй (98 кг), в толкании завоевала малую золотую медаль, установив мировой рекорд в этом упражнении (129 кг).
В 2021 году на Олимпиаде в Токио Ляо Цююнь завоевала 2-е место - 223 (97+126)